# 米国钧
米国钧（1916年—），奉天蓋平县（今辽宁盖州市）人，中华人民共和国外交官。1944年，加入中国共产党。

## 生平
1938年，参加革命工作。1943年，毕业于东京工业大学染料化学科，奉命进入沈阳满洲电线电缆制造工厂担任工程技术员，接受晋察冀边区东北救亡会领导。1945年，进入中共晋察冀分局工作。次年，调返东北，先后在辽西军区、辽南军区担任参谋。1949年，奉命到香港，化名高德华，策动香港招商局起义。此后留在广东军区工作。1956年，进入中共中央高级党校学习。1958年，任中华人民共和国科学技术委员会外事局副局长。后任中国国际贸易促进委员会技术顾问。1963年10月，中国日本友好协会在北京成立，米国钧任理事。1966年，任中国国际贸易促进委员会驻奥地利商务代表。1973年，任驻日本大使馆政务参赞、临时代办。1977年5月，出任中华人民共和国驻斐济大使。1977年10月，被任命为兼驻西萨摩亚大使。1978年5月，免兼驻西萨摩亚大使，期间并未赴任履职。1980年，出任中华人民共和国常驻联合国副代表（大使衔）。1984年10月，任中国国际信托投资公司香港分公司董事、总经理。1987年，任香港川河集团公司董事、名誉董事长。